# Juillet Août
Pour plus de détails, voir Fiche technique et Distribution.
Juillet Août est une comédie dramatique française réalisée par Diastème, sortie en 2016.

## Synopsis
Laura et Joséphine (Alma Jodorowsky) partent successivement en vacances dans le Midi avec leur mère Anne Bruant (Pascale Arbillot), puis en Bretagne avec leur père Franck (Thierry Godard).
Cet été est parfois mouvementé, entre parents, entre sœurs et entre enfants et parents. Jusqu'à quel point ?

## Fiche technique
Sauf indication contraire, les informations mentionnées dans cette section peuvent être confirmées par les bases de données cinématographiques IMDb, Allociné et Unifrance,  présentes dans la section « Liens externes ».
- Titre original : Juillet Août
- Titre international : July-August / The Summer of All my Parents
- Réalisation : Diastème
- Scénario : Diastème et Camille Pouzol
- Musique : Frédéric Lo
- Montage : Mathilde van de Moortel
- Photographie : Pierre Milon
- Décors : Samuel Deshors
- Costumes : Frédéric Cambier
- Production : Fabrice Goldstein et Antoine Rein
- Sociétés de production : Karé Productions et France 3 Cinéma
- Soutiens à la production : région PACA, CNC, Umedia, uFund, Canal+, France Télévisions, D8, La Banque Postale Image 9 et A plus Image 6
- Sociétés de distribution : Diaphana Distribution (France) et Films Distribution (ventes internationales)[1]
- Budget : 3,9 millions d'euros[2]
- Pays de production :  France
- Langue originale : français
- Format : couleur - 2,35:1 (CinemaScope) - Arri Alexa Mini - Dolby
- Durée : 96 minutes
- Genre : comédie dramatique
- Dates de sortie :
  - France : 13 juillet 2016

## Distribution
Sauf indication contraire, les informations mentionnées dans cette section peuvent être confirmées par les bases de données cinématographiques IMDb, Allociné et Unifrance,  présentes dans la section « Liens externes ».
- Patrick Chesnais : Michel Lanoy
- Pascale Arbillot : Anne Bruant
- Thierry Godard : Franck
- Alma Jodorowsky : Joséphine
- Luna Lou : Laura
- Délia Espinat-Dief : Gwen
- Jérémie Laheurte : Romain
- Lou Chauvain : Moon
- Nicolas Wanczycki : Cazeneuve, le chef de chantier
- Blandine Pélissier : Marithé
- David Faure : le facteur
- Stéphane Caillard : Louise
- Frédéric Andrau : Gilles
- Ali Marhyar : Chérif
- Antoine Dito : l'homme du yacht
- Michaël Stephan Italiano : le skipper du yacht
- Ludivine de Chasteney : Jenny
- Bertrand Combe : Policier
- Jeanne Rosa : l'inspectrice
- Arthur Choisnet : Cédric, le moniteur
- Edern Cario : Pierre
- Valentine Duteil : la pianiste bretonne

## Production

### Tournage
- Lieux de tournage :
  - Côtes-d'Armor : Penvénan, Port-Blanc[3], Plouguiel[4], Pontrieux, Plougrescant, Ploubazlanec, Lannion[5]
  - Alpes-Maritimes
  - Paris

## Accueil

### Box-office
- Box-office France : 70 078 ¬entrées[réf. nécessaire]